# 尼加拉瓜地理

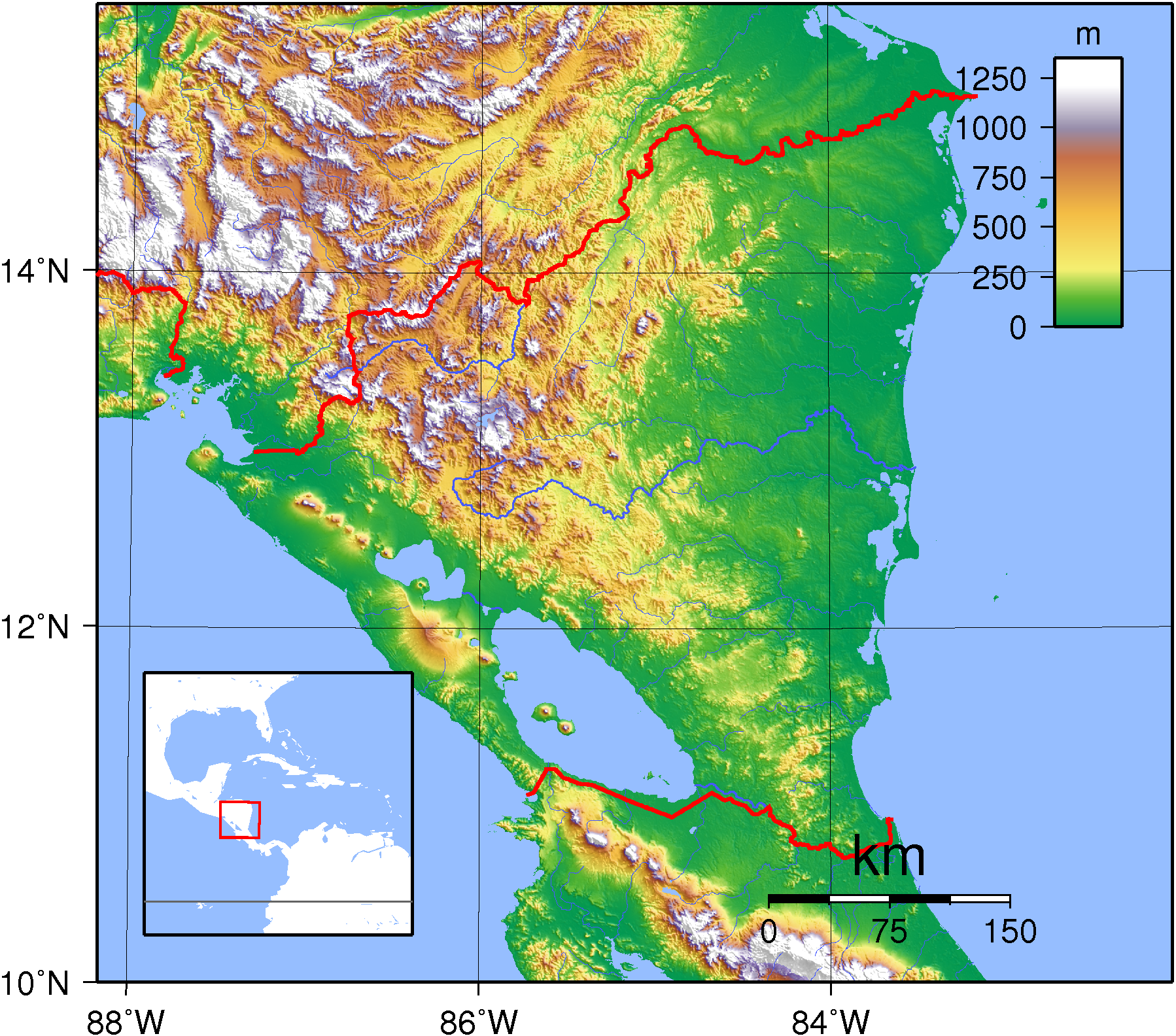
尼加拉瓜地形

尼加拉瓜是位於中美洲的一個國家。位於加勒比海和北太平洋之間，和哥斯達黎加及洪都拉斯接壤。尼加拉瓜的国土面积為129,494平方公里（其中土地面積120,254平方公里），与希臘或美国的紐約州相當，是中美洲面積最大的國家。尼加拉瓜的地形十分多樣，在自然地理上主要可分為三個區域：太平洋沿岸低地、中央高地和加勒比沿岸低地。尼加拉瓜全國都是熱帶氣候。

## 外部連結
- Photos and information about the volcanoes in Nicaragua （页面存档备份，存于）